# Bob Bartlett
Bob Bartlett (Seattle, 1904. április 20. – Cleveland, 1968. december 11.) amerikai politikus, az Amerikai Egyesült Államok szenátora (Alaszka, 1959–1968).

## Élete
1939 és 1944 között a mai kormányzóhelyettesnek megfelelő pozíciót töltötte be az Alaszkai területen. 1945 és 1959 között a képviselőház, 1959 és 1968 között a szenátus tagja volt Washingtonban a Demokrata Párt színeiben.